# Kompleks kastracyjny
Ten artykuł opisuje teorie, metody lub czynności niezgodne ze współczesną wiedzą medyczną.
Kompleks kastracyjny, lęk kastracyjny – w psychoanalizie składnik kompleksu Edypa; nieświadomy lęk odczuwany przez mężczyzn oraz chłopców w okresie fallicznym oraz genitalnym przed utratą członka w wyniku kastracji przez zazdrosnego o matkę ojca. Kobiecym ekwiwalentem kompleksu kastracyjnego jest zazdrość o członek.

Przeczytaj ostrzeżenie dotyczące informacji medycznych i pokrewnych zamieszczonych w Wikipedii.